# NGC 5424
NGC 5424 est une galaxie lenticulaire située dans la constellation du Bouvier. Sa vitesse par rapport au fond diffus cosmologique est de 6 210 ± 24 km/s, ce qui correspond à une distance de Hubble de 91,6 ± 6,4 Mpc (∼299 millions d'al). NGC 5424 a été découverte par l'astronome allemand Wilhelm Tempel en 1883.
À ce jour, six mesures non basées sur le décalage vers le rouge (redshift) donnent une distance de 98,983 ± 27,117 Mpc (∼323 millions d'al), ce qui est à l'intérieur des valeurs de la distance de Hubble. Notons cependant que c'est avec la valeur moyenne des mesures indépendantes, lorsqu'elles existent, que la base de données NASA/IPAC calcule le diamètre d'une galaxie et qu'en conséquence le diamètre de NGC 5424 pourrait être d'environ 42,6 kpc (∼139 000 al) si on utilisait la distance de Hubble pour le calculer.

## Groupe de NGC 5423
NGC 5424 fait partie du groupe de NGC 5423, la galaxie la plus brillante de ce groupe. Ce groupe de galaxies compte au moins quatre membre. Les trois autres galaxies du groupe sont NGC 5409, NGC 5416 et NGC 5423.